# Oldenlandia cana
Oldenlandia cana är en måreväxtart som beskrevs av Cornelis Eliza Bertus Bremekamp. Oldenlandia cana ingår i släktet Oldenlandia och familjen måreväxter. Inga underarter finns listade i Catalogue of Life.